# Меликов, Феликс Гасанович
Ме́ликов, Фе́ликс Гаса́нович (род. 16 марта 1945 в Ленинграде) — российский хоровой дирижёр, педагог.
Окончил Хоровое училище имени М. И. Глинки в 1962 году (педагоги: по классу дирижирования — В. К. Баранов, по классу фортепиано — Аникина-Семёнова), Ленинградскую Консерваторию им. Н. А. Римского-Корсакова. Работал в Санкт-Петербургской городской детской музыкальной школе им. С. С. Ляховицкой заместителем директора, в течение 15 лет — с 1976 по 1991 год — директором школы.
В течение многих лет возглавлял женский хор Санкт-Петербургского музыкального училища имени Н. А. Римского-Корсакова.
В настоящее время преподаёт в детской музыкальной школе № 6 имени А. К. Глазунова в Санкт-Петербурге и в музыкальном училище им. Римского-Корсакова

## Награды
Заслуженный работник культуры Российской Федерации (2005).